# Gibson Super 400
Gibson Super 400 je kytara, která byla představena v roce 1934. Je to největší kytara, kterou Gibson Guitar Corporation produkoval. Gibson Super 400 je dosud stále k dispozici se dvěma snímači humbucker.
Nejznámějšími hudebníky, kteří hráli na tento model, jsou Merle Travis, Scotty Moore, Bill Haley, George Benson nebo Kenny Burrell či Louis Stewart.